# 露西娅·吉曼奈兹

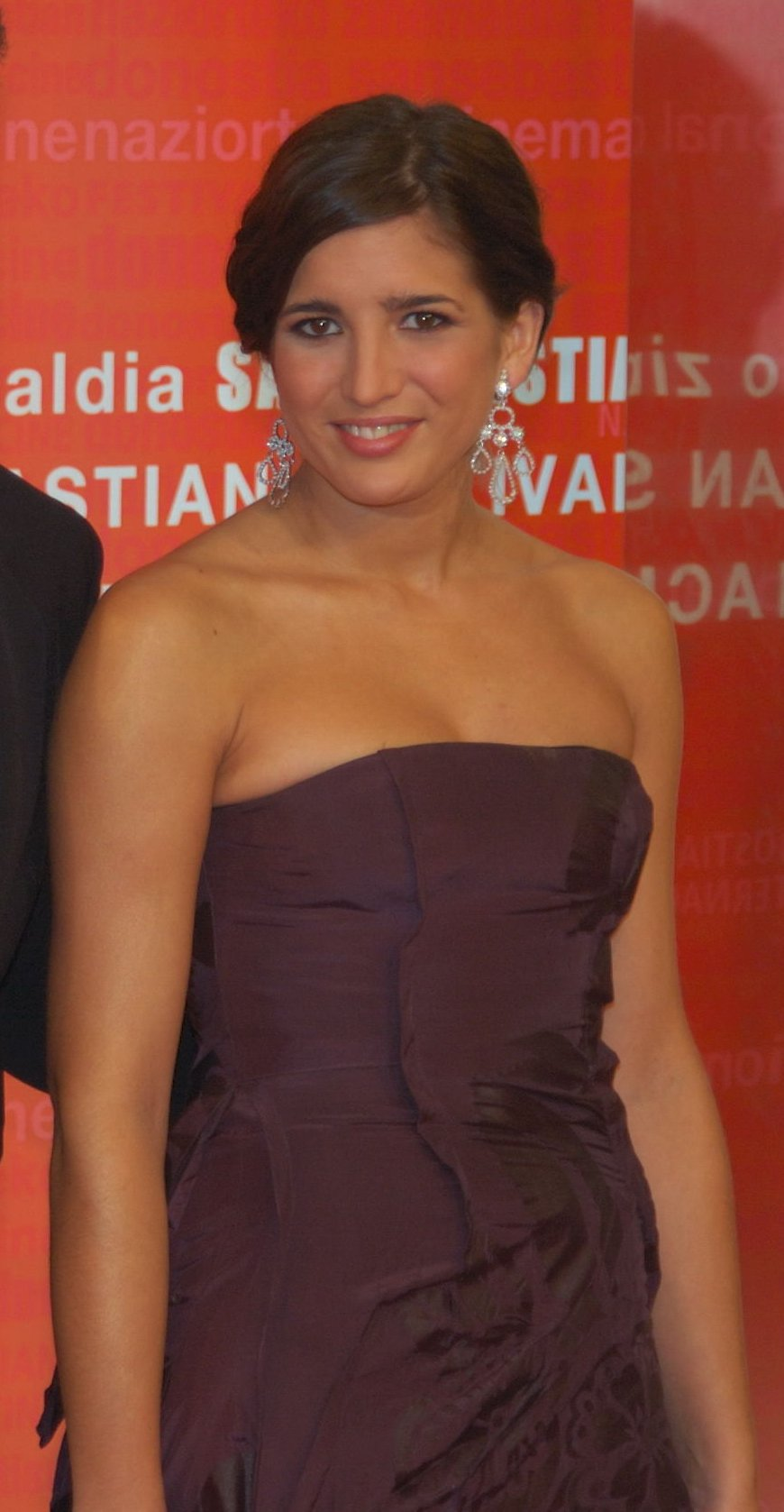
露西娅·吉曼奈茲

露西娅·吉曼奈茲（西班牙語：Lucía Jiménez，1978年11月21日—）塞戈維亞省出身，西班牙女演员。她於2008年與演員贝尼托·萨格雷多結婚。他們共有3個小孩。

## 外部連結
- （英文）0422998 / IMDb条目